# 匡智粉嶺綜合復康中心

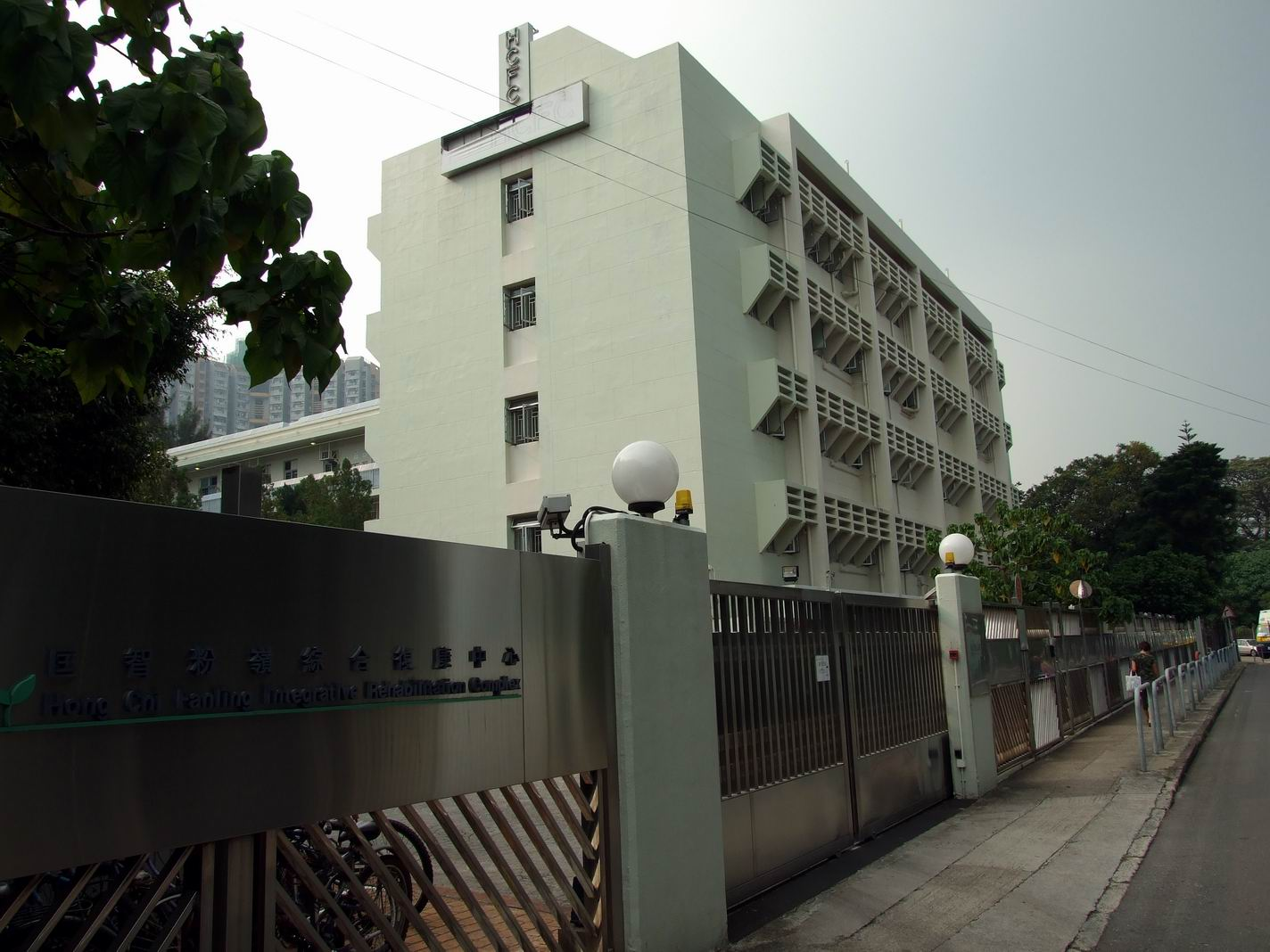
匡智粉嶺綜合復康中心

匡智粉嶺綜合復康中心（英語：Hong Chi Fanling Integrative Rehabilitation Complex），前身為粉嶺醫院（英語：Fanling Hospital），舊稱真愛醫院（英語：True Love Hospital），位於香港北區粉嶺靈山路23號。匡智粉嶺綜合復康中心是匡智會屬下首個提供綜合模式服務的單位，中心由社會福利署資助，於2003年底建成投入服務，並於2006年獲得五常法認證。

## 歷史
粉嶺靈山一帶原爲粉嶺圍彭氏所有的土地，20世紀時基督教香港信義會向粉嶺圍借用靈山以東的一塊土地興建一所教會醫院，命名爲「真愛醫院」，爲粉嶺一帶的村落提供基層醫療服務，1973年4月1日由政府接辦，並於同年4月9日啟用。1975年，粉嶺真愛醫院開始計劃擴建工程，新界鄉議局首副主席張人龍成立粉嶺醫院擴建籌募委員會。1978年2月27日，粉嶺真愛醫院擴建工程進行奠基，建築費用約225萬港元，由時任香港總督麥理浩爵士主持奠基儀式，到了8月，建築費用已增至630萬港元。擴建工程於1980年基本落成。至1990年代，真愛醫院併入醫院管理局，轉變爲普通公立醫院，並改名爲「粉嶺醫院」。
隨着粉嶺／上水新市鎮不斷發展，北區人口高速增長，加上香港與內地經濟、社會等各方面的來往不斷深化，每天有大量人口途徑北區來往香港和深圳，粉嶺醫院和上水的石湖墟賽馬會診所已無法應付北區的醫療需求，香港政府遂於北區覓地建立大型急症全科醫院，最終選擇於皇家香港警察少年訓練學校的天祥營舊址興建北區醫院，於1998年落成。經過三年的交接期後，醫院管理局於2001年1月將粉嶺醫院的住院病人全部轉移到北區醫院，粉嶺醫院普通科門診服務亦於2002年10月遷往粉嶺基層健康護理中心，香港政府隨即將粉嶺醫院改建爲匡智粉嶺綜合復康中心。
原粉嶺醫院高座樓高五層，樓面面積1,783平方米，改建為嚴重殘疾人士護理院及中度智障人士宿舍，低座樓高三層，樓面面積1,828平方米，改建為展能中心及嚴重智障人士宿舍，兩座職員宿舍樓高兩層，每棟宿舍的樓面面積為154平方米，分別改建用作家居訓練及支援隊的辦公室、中央行政辦事處及員工休息室／更衣室，藥房延伸部分樓面面積143平方米，用作多用途活動室／社區支援及資源中心。
為了紀念曾經爲粉嶺醫院爲作出貢獻的善長，新建的復康中心設立了一個「歷史文物廊」，保留在牆壁上刻有捐助人士資料的瓷製相片。

## 設施
整個綜合復康中心分為五座，總面積合共為4,062平方米。

## 服務
中心為提供綜合服務模式，由專責職員按不同使用者需要而安排服務，包括：住宿照顧服務、日間綜合服務、住宿綜合服務、家庭及社區支援服務、專業治療服務等。中心設有「超卓服務隊」由智障人士為客戶提供全面的清潔服務，及於2004年底成立一所由匯豐銀行慈善基金捐助，專為智障人士、其家人及社區人士而設之「社區教育學院」。

## 獎項
匡智粉嶺綜合復康中心獲得以下獎項：
- 良好工作場所整理計劃銀獎（職業安全健康局）
- 僱主金星獎白金大獎（僱員再培訓局）
- 匡智至合拍團隊獎（匡智競步上雲宵2005）

## 外部連結
- 匡智粉嶺綜合復康中心 （页面存档备份，存于）